# Moluky

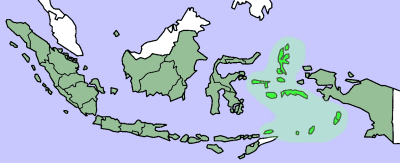
Poloha Moluk (světle zelená barva) v Indonésii (zelená barva)

Moluky jsou souostroví v Indonésii, které se nachází východně od Celebesu a západně od Nové Guiney. Jsou součástí širšího Malajského souostroví. Rozloha Moluk činí 74 505 km². Skládají se asi z 1000 ostrovů, z nichž největší je na severu ležící Halmahera (20 000 km²). Žije na nich přibližně 2,1 milionu obyvatel.

## Charakteristika
Ostrovy jsou většinou hornaté, na některých jsou aktivní sopky a vyznačují se vlhkým podnebím. Vegetace je velmi bujná – charakteristické jsou deštné pralesy, ságo, rýže a koření – mj. muškátový oříšek a hřebíček. 
V roce 1605 ovládli ostrov Ambon Holanďané prostřednictvím první akciové společnosti světa Vereenigde Oostindische Compagnie (Spojená východoindická společnost) známé též jako Nizozemská východoindická společnost (zkratka VOC). Holanďané využili zdejší endemické rostliny hřebíčkovce vonného (hřebíček). Postupně byly získány a ovládnuty celé Molucké ostrovy. VOC tím vlastně ovládla veškerý světový obchod hřebíčkem. Jeho cena dosahovala až závratných hodnot, 1 kg hřebíčku se prodával za 7 gramů zlata, tedy 2 dukáty. V době vlády císaře Rudolfa II. to byl např. měsíční plat staršího tesařského mistra a třeba 100 kg pšenice stálo dva tolary. Dva tolary byl jeden dukát. Málokdo si ale mohl dovolit dát tolik zlata za koření. Postavení světového monopolu pěstování a prodeje hřebíčku si VOC udržela až do roku 1769 (plných 140 let), než se podařilo francouzskému guvernérovi ostrova Mauricius propašovat z Ambonu několik rostlin v dutém podpatku své boty a Francie mohla založit na ostrově Réunion nové plantáže. Tím padl světový monopol Holanďanů.

## Hlavní ostrovy a skupiny ostrovů
- Ambon
- Aruské ostrovy (ostrovy Aru)
- Babar
- Bacan
- Bandské ostrovy
- Buru
- Halmahera
- Kajské ostrovy (ostrovy Kai, Kei a Tayandonské ostrovy)
- ostrovy Leti
- Morotai
- ostrovy Obi (největší Obira)
- Seram
- ostrovy Sula
- Tanimbarské ostrovy
- Ternate
- Tidore
- Wetar